# От Русия с любов
„От Русия с любов“ е британски филм от 1963 година, екшън на режисьора Терънс Йънг по сценарий на Ричард Майбаум, базиран на едноименния роман на Иън Флеминг от 1957 година. Това е вторият филм от поредицата за Джеймс Бонд и вторият с Шон Конъри в главната роля.

## Сюжет
Внимание:  Текстът по-долу разкрива сюжета на произведението (или части от него)!
Ръководителят на всемогъщата престъпна организация „СПЕКТЪР“ Ернст Ставро Блофелд взема решение за провеждане на операция срещу британските тайни служби. С помощта на полковника от СМЕРШ Роза Клеб, „СПЕКТЪР“ краде от съветската тайна служба шифровъчната машина „LECTOR“. По заповед на Клеб, сержантът на КГБ Татяна Романова, която работи в съветското посолство в Истанбул, трябва да предаде шифровъчната машина на агента на британското разузнаване Джеймс Бонд. Според легендата Романова ще твърди, че се е влюбила в Бонд и поради това е готова да извърши държавна измяна. Но в действителност това е капан, измислен от един от асистентите на Блофелд. И Бонд, и Романова трябва да бъдат убити, като така се провокира международен скандал и конфликт между Съветския съюз и Великобритания.
По нареждане на „М“, Джеймс Бонд пътува до Турция, за да се срещне с чаровната Татяна и да я прехвърли заедно с шифровъчната машина на Запад. Но срещу агент 007 веднага започват нападения. Той е преследван от службите за сигурност на комунистическия блок, както и от агентите на „СПЕКТЪР“ начело с Доналд Грант – най-жестокият убиец на престъпната организация. Бонд и Романова успяват да избягат от преследвачите си, но Блофелд, който иска да си отмъсти на агент 007 за смъртта на доктор Но, хвърля в бой всичките си сили…

## В ролите
| Актьор                                                                                        | Роля |
| --------------------------------------------------------------------------------------------- | --- |
| Шон Конъри                                                                                    | Джеймс Бонд                                                                                                   |
| Даниела Бианки (озвучена от Барбара Джефорд)                                                  | Татяна Романова, агент на КГБ                                                                                 |
| а в последните надписи на филма с надпис „?“ (фигура – Антъни Доусън, озвучен от Ерик Полман) | Ернст Ставро Блофелд, лидер на „СПЕКТЪР“, („Номер Първи“)                                                     |
| Педро Армендарис                                                                              | Али Керим Бей, ръководител на отдела на МИ-6 в Турция                                                         |
| Лоте Леня                                                                                     | Роза Клеб, полковник на СМЕРШ, таен агент („Номер Трети“) на „СПЕКТЪР“                                        |
| Владек Шейбал                                                                                 | Кронстин, шахматен гросмайстор, таен агент („Номер Пети“) на „СПЕКТЪР“                                        |
| Робърт Шоу                                                                                    | Доналд Грант, най-жестокият убиец на „СПЕКТЪР“                                                                |
| Бернард Ли                                                                                    | „М“, шефът на МИ-6                                                                                            |
| Лоис Максвел                                                                                  | мис Мънипени, секретарка на „М“                                                                               |
| Десмонд Левелин                                                                               | Q (майор Бутройд), началник на технически отдел на МИ-6, създател на много невероятни устройства за агент 007 |
| Уолтер Готел                                                                                  | Морцени, ръководител на обучението на агенти на „СПЕКТЪР“                                                     |
| Франсис де Уолф                                                                               | Вавра, цигански барон, който помага на Керим Бей                                                              |
| Ализа Гур и Мартина Бесвик                                                                    | Вида и Зора, две ревниви циганки, които се борят за един и същи човек                                         |

## Музика на филма
В този филм за първи път се появява пълен саундтрак, който е създаден от композитора Джон Бари. За създаване на „главната“ песен Бари пише оригиналната музика, като използва тематичната песен на „бондиана“, което се спонсорира от Монти Норман. Интересното е, че в много следващи филми, когато пише „главните“ песни, Бари в различна степен използва темата за „Джеймс Бонд“.
Тъй като по-голямата част от снимките се провежда в Турция, Бари решава да включи от саундтрака елементи на „източна“ музика. Но нищо не се получава и се ползват само някои местни инструменти, тъй като композиторът чувства, че местната музика има хумористичен оттенък и няма да се отрази на драмата на филма.
Първият изпълнител на „главната“ песен на „бондиана“ е английският певец Мат Монро. Песента „From Russia with Love“ няколко пъти звучи като тема през целия филм и само по време на финалните надписи е представена в пълната си версия. Във всички следващи филми на „бондиана“ главната песен ще звучи в края и в началото на филма.

## Интересни факти
- Основната част от снимките са направени в Истанбул, а останалите сцени са заснети във Великобритания, Швейцария и Венеция, на гарите в Белград и Загреб. Интересното е, че сцената с плъховете трябва да се заснемат в Испания, тъй като във Великобритания са забранени снимките с диви животни от съображения за безопасност.
- Сценарият на филма доста точно отговаря на оригиналната книга. Основната значителна разлика: операцията на Флеминг срещу Бонд се организира от ръководителя на СМЕРШ (началника на специалните служби на СССР), а във филма от Ернст Блофелд, ръководителят на „СПЕКТЪР“. Създателите на филма умишлено („по политически причини“) правят „злодея“ да не е „Съветския съюз“, а „международна престъпна организация“.
- „От Русия с любов“ е последният филм, който гледа Джон Кенеди. Това се случва на 20 ноември 1963 г., два дни преди съдбоносното пътуване на президента на САЩ в Далас. Интересното е, че в интервю за списание „Life“ Кенеди нарича романа на Флеминг „От Русия с любов“, една от най-обичаните книги.
- Във филма за първи път се появява известния герой – Q. Въпреки това „M“, представяйки го на Бонд, го нарича „майор Бутройд“. Името „Q“ героят ще получи в следващия филм на „бондиана“.
- Заснемането на финалния двубой между Бонд и Грант във влака се подготвя три седмици. Директорът на каскадьорите и хореограф Петър Перкинс обучава Шон Конъри и Робърт Шоу, но в края на краищата в епизода актьорите са заснети самостоятелно, без двойки.
- Това е първият филм на „бондиана“, в който участва актьорът Уолтър Готел (в малка роля на „обикновен“ злодей от „СПЕКТЪР“). През 1977 г. той ще се върне към проекта във филма Шпионинът, който ме обичаше, където играе „легендарния“ съветски генерал Анатолий Гогол, шеф на КГБ. Героят му е толкова харизматичен, че Готел в продължение на десет години се появява в още пет филма на „бондиана“.
- Във филма „От Русия с любов“ и Операция „Мълния“ не се показва лицето на Блофелд, ръководителят на „СПЕКТЪР“. Неговата роля се изпълнява от Антъни Доусън, чието лице публиката може да види в първия филм на „бондиана“ – Доктор Но, където Доусън играе професор Дент.
- Фотографът на филма Давид Хърн прави серия от снимки на Шон Конъри с пистолет „Walther PPK“ в ръката. Въпреки това сред реквизита този модел не е участва и Хърн използва собствения си дългоцевен пневматичен пистолет „Walther LP-53“.
- Победната партия на Кронстейн в началото на филма е възстановка на шахматния дуел Борис Спаски – Давид Бронщайн през 1960 г.
- Филмът за първи път полага някои традиции, които се спазват при всички следващи филми на „бондиана“: невероятни джаджи от „отдел Q“, „главната песен“ на филма, крайният надпис „James Bond will return…“ („Джеймс Бонд ще се върне...“)
- По време на снимките на актрисата Даниела Бианки, италианка по рождение, трудно научава английски, но производителите на филма не са удовлетворен как звучи. Затова Бианки е дублирана от британската актриса Барбара Джефорд.
- Създателите на филма се опитват неуспешно да се договорят с турските власти да използват истински хеликоптер за сцените на преследване на Бонд и Романова. Екипажът на една от местните въздушни бази е арестуван от полицията, когато се опитва да участва в снимките. В резултат на това се използва малък радиоуправляем модел на хеликоптер.
- В разгара на снимките актьорът Педро Армендарис е диагностициран с рак на ханша, така че режисьорът Терънс Йънг се опитва да заснеме всички сцени с участието на Армендарис възможно най-скоро. Но времето не достига и по тази причина в някои епизоди на филма вместо Армендарис участва самият Йънг.
- Сцената на преследването на лодката в края на филма е най-трудно и опасно. Първоначално мястото на снимките е в Босфора, но заради бурното море лодките постоянно са пълни с вода и потъват. Снимките са преместени в едно от езерата в Шотландия. В един ден от снимките дни хеликоптерът с режисьора Йънг и оператора пада във водата и потъва. Само по щастлива случайност Йънг и операторът не са пострадали много. Няколко дни по-късно шофьорът, който кара актрисата Даниела Бианки, заспива на волана и се блъска в друга кола. Бианки получава многобройни контузии, лицето ѝ е цялото насинено, така че снимките е трябвало да бъдат отложени за две седмици. Апотеоз стават „огнените“ експлозиите върху водата: експертите по пиротехника слабо подготвят реквизита, последвалите експлозии тежко раняват трима каскадьори, а актьорът Уолтър Готел, претърпява тежки изгаряния на лицето и почти загубва едното си око.